# Tsvetelin Chunchukov
Tsvetelin Chunchukov (en búlgaro: Цветелин Луков Чунчуков; Pazardzhik, 26 de diciembre de 1994) es un futbolista búlgaro que juega en la demarcación de delantero para el F. C. Atyrau de la Liga Premier de Kazajistán.

## Selección nacional
Tras jugar con la selección de fútbol sub-21 de Bulgaria, finalmente hizo su debut con la selección absoluta el 7 de junio de 2019 en un partido de clasificación para la Eurocopa 2020 contra la República Checa que finalizó con un resultado de 2-1 a favor del combinado checo tras el gol de Ismail Isa para Bulgaria, y un doblete de Patrik Schick para la República Checa.

## Clubes
| Club                      | País       | Año       | Partidos | Goles |
| ------------------------- | ---------- | --------- | -------- | ----- |
| FC Rakovski (cedido)      | Bulgaria   | 2013-2014 | 17       | 2     |
| PFC Botev Plovdiv         | Bulgaria   | 2014-2015 | 35       | 6     |
| PFC Ludogorets Razgrad II | Bulgaria   | 2015-2017 | 31       | 8     |
| PFC Ludogorets Razgrad    | Bulgaria   | 2017      | 11       | 0     |
| PFC Cherno More Varna     | Bulgaria   | 2017      | 9        | 1     |
| PFC Slavia Sofia          | Bulgaria   | 2018-2020 | 62       | 18    |
| FC Academica Clinceni     | Rumania    | 2020-2021 | 31       | 6     |
| Sepsi OSK Sfântu Gheorghe | Rumania    | 2021-2022 | 23       | 1     |
| AFC Chindia Târgoviște    | Rumania    | 2022      | 16       | 0     |
| CSA Steaua București      | Rumania    | 2022-2024 | 47       | 10    |
| PFC Slavia Sofia          | Bulgaria   | 2024-2025 | 16       | 1     |
| F. C. Atyrau              | Kazajistán | 2025-     | 17       | 1     |

## Palmarés

### Campeonatos nacionales
| Título                   | Club                   | País     | Año  |
| ------------------------ | ---------------------- | -------- | ---- |
| Primera Liga de Bulgaria | PFC Ludogorets Razgrad | Bulgaria | 2016 |
| Primera Liga de Bulgaria | PFC Ludogorets Razgrad | Bulgaria | 2017 |
| Copa de Bulgaria         | PFC Slavia Sofia       | Bulgaria | 2018 |